# Trox youngai
Trox youngai is een keversoort uit de familie beenderknagers (Trogidae). De wetenschappelijke naam van de soort is voor het eerst geldig gepubliceerd in 2011 door Struempher & Scholtz.